# Buhovo
Buhovo (în bulgară Бухово) este un oraș în comuna Stolicina, regiunea Sofia-capitala,  Bulgaria. 

## Demografie
Componența etnică a orașului Buhovo
     Bulgari (86,84%)
     Turci (1,6%)
     Nicio identificare (10,38%)
     Altele (1,56%)
La recensământul din 2011, populația orașului Buhovo era de 2.744 locuitori. Din punct de vedere etnic, majoritatea locuitorilor (86,84%) erau bulgari, cu o minoritate de turci (1,6%). Pentru 10,38% din locuitori nu este cunoscută apartenența etnică.